# Gromia
A Gromia az Endomyxa likacsosházúakhoz hasonló tengeri és édesvízi nemzetsége, a Gromiidae egyetlen ismert nemzetsége. Tagjai fehérjehéjukból annak a szájkapszula által közrezárt nyílásán keresztül filopódiumokat képző amőbák. A sejtplazmát körülvevő héj a nemzetségre jellemzően több méhsejtszerű membránrétegből áll.
Először sekély vizekben fedezték fel, legjobban ismert fajai, például a Gromia oviformus gyakran él sziklafelszíneken, üledékeken vagy hínárgyökéren. Azonban az 1990-es évek és a 2000-es évek  kutatásai során 4392 m mélyen is találtak Gromia-példányokat, így több új mélytengeri fajt írtak le és ismertek el.
A mélytengeri Gromia sphaerica fajról kimutatták, hogy a korai kétoldali szimmetriájú állatokhoz hasonló nyomokat hagy, megkérdőjelezve az ily nyomfosszíliák korai – prekambriumi – állatdiverzifikációra utaló bizonyítékkénti megbízhatóságát.
A mélytengeri Gromia-fajok fontosak a szénciklusban és a denitrifikációban.

## Történet
Először 1835-ben írták le a G. oviformisszal, melyet gyakran találtak a brit partokhoz közeli intertidális zónában. Eredetileg a likacsosházúak vagy a Filosea egy nemzetségének tartották, ezt Cifelli 1990-ben is leírta.
Az 1960-as években jobban leírták, mert elektronmikroszkóppal morfológiájáról, például a méhsejtszerű membránokról több ismeret lett szerezhető.
Első molekuláris elemzései a G. oviformisszal SSU rRNS-t használtak, és a Gromiát a Cercozoa nemzetségeként mutatták ki, melybe számos héjas és filopódiumképző amőba tartozik. Későbbi kutatások a Gromiidea osztályba helyezték ugyane gének alapján. Miután molekuláris tanulmányok több gént – például aktint, poliobikvitint, RNS-polimeráz II-t és az SSU rDNS-t – is alkalmaztak, a likacsosházúak testvérkládjának bizonyult. Ezenkívül a mélytengeri Gromia-fajok SSU rDNS-elemzése további Gromia-diverzitást mutatott ki, ahol a molekuláris adatok a különböző fajok különböző héjmorfológiáinak megfelel.
Hosszú ideig kizárólag sekély vízben élőnek tekintették, mielőtt az Arab-tengerből 1000 m-nél nagyobb mélységben felfedezték az első mélytengeri faját, a Gromia sphaericát. További mélytengeri Gromia-fajokat írtak le például az Arab-tengerből, a Jeges-tenger európai részéből és az Antarktisz partjai közelében, és morfológiai és SSU rRNS-alapú molekuláris vizsgálatokkal is kutatták.

## Élőhely és ökológia
Sekély és mély vizekben előfordul üledéken és élőlényeken egyaránt. Legjobban ismert faja az intertidális zónákon és más sekély részeken élő G. oviformis, gyakori sziklákon, hínáron, tengerifüvön, Cladophora-fajokon és üledékben, és 0–30 °C közt él.
Mélytengeri fajai ismertek az Arab-tengerből, az Antarktisz partja közelében és az Északnyugat-Atlanti-óceánban is. 1000–3100 m mélységben is gyakori. Élőhelyei oxigénszintje általában 0,2 ml/l feletti, így nem korlátozza növekedését. A mélytengeri fajok hőmérséklet-tűrése ismeretlen.
A Gromia tápanyagokat vehet fel az üledék szerves anyagából a tengerfenéken, mivel sok növényi bomlásterméket tartalmazó területeken gyakori. Nyílásai lefelé mutatnak üledékfelszínen, és állábait táplálkozásra használja.
Az Omán és Pakisztán mellett talált mélytengeri Gromia-fajok sejtfelszínén gyakran élnek likacsosházúak és fonalas és egysejtű prokarióták. A Gromia szubsztrátot és epibiontáiknak tapadási felületet ad.

## Leírás
Fajai viszonylag nagyok (0,4–30 mm). Fehérjehéjuk változó alakú, például gömbölyű (G. oviformis), hosszúkás, ellipszoid, körte alakú (G. pyriformis). Ezt gyakran használják a fajok megkülönböztetésére, és a morfológia gyakran megfelel a fajok elkülönítésére használt molekuláris adatoknak. A héj belül méhsejtszerű membránrétegekből áll. Ezek ismertetőjegyei.
Egy nyílást tartalmazó szájkomplexum lehetővé teszi a filopódiumok kinyúlását. Az állábak nem szemcsések, egymáshoz hálókká kapcsolódhatnak. A Gromia állábait az üledékfelszínen való mozgásra használja. A hulladékgöbök (stercoma) és ásványi szemcsék a sejten belül gyűlnek, ez szintén a Gromiára jellemző.

## Életciklus
A Gromiában megfigyeltek ivaros és ivartalan szaporodást egyaránt. Ivaros szaporodáskor a felnőtt G. oviformis héjai egyesülnek. Ezt gametogenezis és megtermékenyítés követi, majd a zigóták amőbulákká érnek, és kilépnek a szülősejtek héjából.

## Jelentőség
A Gromia feltehetően fontos a szénciklusban, mivel gyakori a széngazdag üledékben, és bomlástermékeket eszik. Ezenkívül sok nitrátot is tárol, így fontos lehet a denitrifikációban is.
A Gromia az evolúciótörténeti ismereteket is növelte: a G. sphaerica nyomképző képessége a hasonló nyomokkal rendelkező fosszíliák kétoldaliszimmetriájúállateredet-meghatározási bizonyítékkénti szerepe újbóli kiértékelésének alapja.

## Fajok
Az alábbi fajok tartoznak a nemzetségbe:
- Gromia oviformis Dujardin, 1835
- Gromia appendiculariae Brooks et Kellner, 1908
- Gromia dubia Gruber, 1884
- Gromia dujardinii Schultze, 1854
- Gromia fluvialis Dujardin, 1837
- Gromia granulata Schulze, 1875
- Gromia solenopus Zarnik, 1907
- Gromia granulata Schulze, 1875
- Gromia hyalina Schlumberger, 1845
- Gromia paludosa Cienkowski, 1876
- Gromia pyriformis Gooday et Bowser, 2005
- Gromia schulzei Norman, 1892
- Gromia sphaerica Gooday, Bowser, Bett et Smith 2000

## Fordítás
Ez a szócikk részben vagy egészben  a   Gromia című angol Wikipédia-szócikk ezen változatának fordításán alapul.  Az eredeti cikk szerkesztőit annak laptörténete sorolja fel. Ez a jelzés csupán a megfogalmazás eredetét és a szerzői jogokat jelzi, nem szolgál a cikkben szereplő információk forrásmegjelöléseként.